# Fusion aneutronique
La fusion aneutronique est une réaction de fusion nucléaire au cours de laquelle la proportion d’énergie libérée sous forme de neutrons reste minime, typiquement inférieure au seuil d’1 % de l’énergie totale. Les réactions nucléaires généralement étudiées aujourd’hui peuvent libérer jusqu’à 80 % de leur énergie sous forme de neutrons. À l’inverse, à condition qu’elle puisse être maîtrisée, la fusion aneutronique serait à même de réduire considérablement les inconvénients associés au rayonnement neutronique (rayonnements ionisants, activation), le besoin d’écrans de protection ou d’équipements de télémanipulation et les problèmes de sûreté. Certains partisans de la fusion aneutronique imaginent une réduction spectaculaire des coûts grâce à une conversion directe en électricité de l’énergie des produits de fusion porteurs de charge. Cependant, les conditions requises pour déclencher une fusion aneutronique sont beaucoup plus difficiles que celles nécessaires au cycle classique du deutérium-tritium (2D-3T). Si la démonstration scientifique montre que la fusion aneutronique peut être produite de façon continue, sa viabilité économique reste à prouver.

## Réactions aneutroniques candidates
Seul un nombre réduit de réactions de fusion se produisent sans émission de neutrons. Voici celles qui présentent la plus grande section efficace :
| 2D  | + | 3He | → |   | 4He | (3,6 MeV)  | + |   | p+  | (14,7 MeV)  |
| 2D  | + | 6Li | → | 2 | 4He | + 22,4 MeV |   |   |     |             |
| p+  | + | 6Li | → |   | 4He | (1,7 MeV)  | + |   | 3He | (2,3 MeV)   |
| 3He | + | 6Li | → | 2 | 4He |            | + |   | p+  | + 16,9 MeV  |
| 3He | + | 3He | → |   | 4He |            | + | 2 | p+  | + 12,86 MeV |
| p+  | + | 7Li | → | 2 | 4He | + 17,2 MeV |   |   |     |             |
| p+  | + | 11B | → | 3 | 4He | + 8,68 MeV |   |   |     |             |

Les deux premières utilisent le deutérium comme combustible, or certaines réactions secondaires 2D-2D produisent quelques neutrons. Bien que la fraction de l'énergie portée par les neutrons puisse être limitée par le choix des paramètres de la réaction, cette fraction demeurera probablement supérieure au seuil d'1 %. Il est donc difficile de considérer ces réactions comme aneutroniques.
Le rendement des deux réactions suivantes (mettant en œuvre p, 3He et 6Li) reste faible au sein d'un plasma thermique. Si en revanche on considère leur enchaînement, on peut espérer obtenir une meilleure réactivité, pourvu que la distribution énergétique s'écarte de la statistique de Boltzmann.
Le produit 3He, issu de la première réaction, peut participer à la seconde réaction avant thermalisation, et le produit p, issu de la seconde réaction, peut participer à la première réaction avant thermalisation. Hélas, les études détaillées n'ont pu démontrer une amélioration suffisante pour compenser la faible section efficace.
Le problème de la réaction 3He-3He est celui de la disponibilité du combustible. 3He n'étant présent sur Terre qu'à l'état de traces, il serait nécessaire soit de le produire par bombardement neutronique (ce qui est contradictoire avec le but poursuivi), soit de le recueillir dans l'espace. Les premiers mètres de la surface de la Lune sont relativement riches en 3He, de l'ordre de 0,01 millionième en masse, mais extraire cette ressource et l'acheminer sur Terre serait très difficile et coûteux. 3He pourrait en théorie être extrait de l'atmosphère des géantes gazeuses, mais le défi est encore plus grand.
La réaction p+-7Li ne présente aucun avantage sur la réaction p-11B. Sa section efficace est même inférieure.
Pour toutes ces raisons, les recherches sur la fusion aneutronique s'orientent principalement vers la réaction hydrogène-bore (p-11B).

## Enjeux techniques

### Température
Malgré l'intérêt de la fusion aneutronique, l'effort de recherche en fusion est allé pour l'essentiel vers la fusion 2D-3T, parce que les problèmes que pose le couple hydrogène-bore (p-11B) ont été jugés très difficiles à surmonter. Pour commencer, la fusion hydrogène-bore exige que l'énergie ou la température des ions soit au moins dix fois supérieure à ce qui est nécessaire pour la fusion 2D-3T. La réactivité du couple hydrogène-bore atteint son maximum aux environs de 600 keV (plus de 6 milliards de kelvins), alors que pour le couple 2D-3T le pic est aux environs de 66 keV (730 millions de kelvins).

### Bilan énergétique
En outre, la réactivité maximale du couple p-11B n'est que de l'ordre du tiers de celle du couple 2D-3T, ce qui impose que le confinement de l'énergie du plasma soit réalisé dans des conditions plus draconiennes. Le confinement est généralement caractérisé par le temps τ pendant lequel l'énergie doit être retenue pour que la puissance produite par la fusion dépasse celle nécessaire au chauffage du plasma. On peut exprimer ces conditions à l'aide de divers critères dérivés, les plus courants combinant le temps et la densité dans le produit nτ, le temps, la densité et la pression dans le produit nTτ ; ces critères sont appelés l'un et l'autre critère de Lawson. Le facteur nτ nécessaire pour la réaction p-11B est 45 fois plus élevé que pour la réaction 2D-3T, le facteur nTτ étant 500 fois plus élevé. Les propriétés de confinement des approches conventionnelles de la fusion, telles que le tokamak et la fusion de microbilles par laser étant limitées, la plupart des propositions relatives à la fusion aneutronique sont fondées sur des concepts de confinement radicalement différents.
Dans la plupart des plasmas, l'un des défis les plus importants à relever concerne les pertes liées à l'émission de photons (rayons X) par Bremsstrahlung, ou rayonnement de freinage. Pour la réaction p-11B, l’énergie de Bremsstrahlung serait toujours plus élevée que l’énergie de fusion, quelles que soient les proportions relatives des deux éléments ; le rapport correspondant pour la réaction 3He-3He serait un peu plus favorable. Ceci s'applique de façon différente aux plasmas anisotropes, et pas du tout aux plasmas non neutres.[réf. souhaitée]
Dans les réacteurs de fusion de conception traditionnelle, soit par confinement magnétique, soit par confinement inertiel, le Bremsstrahlung peut facilement s'échapper du plasma, et on le considère comme une perte d'énergie pure et simple. Les perspectives seraient plus favorables si les radiations pouvaient être réabsorbées par le plasma. L'absorption s'effectue principalement par diffusion Thomson des photons sur les électrons, dont la section efficace totale est σT =6,65 × 10−29 m2. Dans un mélange 50-50 de 2D-3T, cela correspond à environ 6,3 g/cm2. Cette valeur plancher est considérablement plus élevée que le critère de Lawson ρR > 1 g/cm2, qui est déjà difficile à atteindre, mais pourrait ne pas être hors de portée de systèmes de confinement inertiel futurs.
Dans des champs magnétiques très intenses, de l’ordre du mégatesla, un effet quantique pourrait supprimer le transfert d’énergie des ions vers les électrons. Selon un calcul, les pertes par Bremsstrahlung pourraient être réduites à la moitié de l’énergie de fusion, ou même moins. Dans un champ magnétique puissant, le rayonnement cyclotron est encore plus important que le Bremsstrahlung. Dans un champ mégatesla, un électron perdrait son énergie par rayonnement cyclotron en quelques picosecondes si la radiation pouvait s’échapper. Cependant, dans un plasma suffisamment dense, la fréquence cyclotron est inférieure au double de la fréquence du plasma. Dans ce cas bien connu, le rayonnement cyclotron est piégé à l’intérieur du plasmoïde et ne peut s’échapper, sauf à partir d’une très fine couche de surface.
Bien que des champs mégatesla n’aient pas encore été obtenus en laboratoire, des champs de 0,3 mégatesla ont été produits avec des lasers de haute intensité, et des champs de 0,02-0,04 mégatesla ont été observés dans un focalisateur de plasma dense,.
À des densités beaucoup plus élevées (ne > 6,7 × 1034 m−3), les électrons se retrouvent dans un état de dégénérescence quantique dans lequel les pertes par Bremsstrahlung disparaissent, à la fois directement et par réduction du transfert d'énergie des ions vers les électrons. Si les conditions nécessaires pouvaient être atteintes, cela ouvrirait la possibilité d'une production nette d'énergie à partir de réactions p+-11B ou 2D-3He. La faisabilité d'un réacteur basé uniquement sur cet effet reste cependant faible, les valeurs prévisibles de gain (en) étant inférieures à 20, alors qu'on estime habituellement qu'un gain supérieur à 200 est nécessaire. Il existe cependant des effets qui pourraient améliorer substantiellement le gain.[réf. souhaitée]

## Recherches actuelles
De nombreux efforts visent à réaliser la fusion hydrogène-bore, en utilisant divers dispositifs de fusion. L'une de ces approches, qui utilise un focalisateur de plasma dense, a reçu des financements du Jet Propulsion Laboratory de la NASA, de l’Air Force Research Laboratory et de la Commission chilienne de l’énergie nucléaire, parmi d’autres. En 2001, Lawrenceville Plasma Physics (LPP) Inc a annoncé avoir atteint des énergies ioniques supérieures à 100 keV en utilisant un dispositif « plasma focus » à la Texas A&M University. Un essai de cette approche, connue également sous le nom de « focus fusion », est en cours dans un projet conjoint avec LPP, dans le Laboratoire des plasmas thermonucléaires à Santiago, Chili. Les chercheurs de l’Université de l’Illinois et de l’Air Force Research Laboratory ont décrit la façon dont un focalisateur de plasma dense utilisant un combustible hydrogène-bore peut être employé pour la propulsion spatiale.
Dans une autre approche, dont Robert Bussard est le pionnier, et financée par l’US Navy, un dispositif particulier de confinement inertiel électrostatique appelé Polywell est utilisé,.
Aucune de ces approches n'ayant encore donné lieu à des tests réels avec du combustible hydrogène-bore, les performances prévues sont fondées sur une extrapolation de la théorie, des résultats expérimentaux avec d’autres combustibles, et des simulations.
Bien que les dispositifs z-pinch n’aient pas été mentionnés comme de possibles réacteurs hydrogène-bore, les énergies ioniques appropriées pour de telles réactions, jusqu’à 300 keV, ont été annoncées par des chercheurs sur la Z machine des Laboratoires Sandia. Dans les plasmas hors d'équilibre la température électronique est habituellement supérieure à la température ionique. Mais le plasma de la Z-machine présente un état de hors équilibre inversé, où la température ionique est cent fois supérieure à la température électronique. Comme les pertes par bremsstrahlung croissent comme le carré de la température électronique cette situation ouvre un nouveau champ de recherche où ces pertes pourraient s'avérer plus faibles que prévu, avec un tel dispositif[réf. nécessaire].
En 2005, une équipe russe a réussi une première fusion aneutronique hydrogène-bore grâce à un laser picoseconde. Le nombre des réactions de fusion induites (de l’ordre de 103 particules α émises pour chaque impulsion laser) reste cependant encore extrêmement faible.

## Réactions résiduelles dans un réacteur p-11B
Des calculs détaillés montrent qu’au moins 0,1 % des réactions dans un plasma thermique p-11B produiraient des neutrons, et que l’énergie de ces neutrons compterait pour moins de 0,2 % de l’énergie totale libérée.
Ces neutrons proviennent d’abord de la réaction
11B + α → 14N + n0 + 157 keV
La réaction produit par elle-même seulement 157 keV, mais les neutrons entraînent une grande part de l’énergie des alpha, proche de Efusion/3 = 2,9 MeV. Une autre source significative de neutrons est la réaction (endo-énergétique)
11B + p+ → 11C + n0 – 2,8 MeV
Ces neutrons sont moins énergétiques, avec une énergie comparable à la température du combustible. En outre, 11C est lui-même radioactif, mais décroît jusqu’à des niveaux négligeables en quelques heures en raison de sa demi-vie de 20 minutes seulement.
Ces réactions impliquant les réactifs et les produits de la réaction de fusion primaire, il paraît difficile de réduire encore plus la production de neutrons. La première réaction pourrait en principe être supprimée en extrayant les alphas aussitôt qu’ils sont créés, mais alors leur énergie ne pourra pas servir à maintenir la température élevée du plasma. La deuxième réaction pourrait en principe être supprimée en écrêtant la distribution des ions dans les hautes énergies, mais l’énergie requise pour éviter que la distribution se thermalise interdit probablement cette démarche.
Outre les neutrons, une grande quantité de rayons X durs sera produite par Bremsstrahlung, et des gammas de 4, 12 et 16 MeV seront produits par la réaction de fusion
11B + p+ → 12C + γ + 16,0 MeV
Cette branche ayant une probabilité d’environ 10-4 par rapport à la fusion primaire.
Enfin, un combustible isotopiquement pur devra être employé, et l’afflux d’impuretés à l’intérieur du plasma devra être contrôlé pour éviter des réactions annexes productrices de neutrons comme celles-ci :
11B + 2D → 12C + n0 + 13,7 MeV
2D + 2D → 3He + n0 + 3,27 MeV
Heureusement, avec une conception soigneuse, il devrait être possible de réduire la dose professionnelle reçue par les opérateurs, à la fois pour les neutrons et les rayons gamma, à un niveau négligeable. Les principaux composants du blindage seraient de l’eau pour ralentir les neutrons rapides, du bore pour absorber les neutrons ralentis, et du métal pour absorber les rayons X. L’épaisseur totale nécessaire devrait être d’un mètre environ, la plus grande partie étant constituée d’eau.

## Conversion directe de l'énergie
Les réactions de fusion aneutronique produisent l'écrasante majorité de leur énergie sous la forme de particules chargées et non de neutrons. Cela implique que l’énergie peut être convertie directement en électricité par diverses techniques. Nombre de ces techniques de conversion directe sont basées sur des technologies matures dérivées d’autres domaines, tels que la technologie des micro-ondes. En outre, ces techniques mettent en œuvre des équipements plus compacts et potentiellement moins coûteux que ceux utilisés dans la production thermique conventionnelle d’électricité.
En comparaison, les combustibles de fusion tels que le mélange deutérium-tritium (2D-3T), qui produisent la plus grande partie de leur énergie sous forme de neutrons, nécessitent un cycle thermique standard, dans lequel les neutrons sont utilisés pour porter de l’eau à ébullition, la vapeur entraînant une grande turbine et un générateur électrique. Cet équipement est suffisamment coûteux pour qu’environ 80 % du coût de construction d’une centrale électrique caractéristique à combustible fossile provienne de l’équipement de conversion thermique.
Ainsi, la fusion 2D-3T ne pourrait pas réduire de façon significative le montant des investissements nécessaires à la production d'énergie électrique, même si le réacteur à fusion produisant les neutrons était gratuit (les dépenses de combustible seraient cependant notablement réduites). En revanche, selon ses partisans, la fusion aneutronique avec conversion directe en électricité pourrait, en théorie, assurer une production d'électricité avec des investissements réduits.
Les techniques de conversion directe peuvent être, soit inductives, fondées sur la variation de champs magnétiques, soit électrostatiques, fondées sur le travail de particules chargées à l’encontre d’un champ électrique,. Si le réacteur à fusion fonctionne en mode impulsionnel, des techniques inductives peuvent être employées.
Une fraction non négligeable de l’énergie libérée par la fusion aneutronique ne demeure pas dans les particules chargées produites, mais est émise sous forme de rayons X. Une partie de cette énergie peut également être convertie directement en électricité. Par effet photoélectrique, les rayons X traversant une série de feuilles conductrices transfèrent une partie de leur énergie à des électrons qui peuvent alors être capturés par un procédé électrostatique. Les rayons X pouvant traverser de plus grandes épaisseurs de matériaux que ne le peuvent les électrons, plusieurs centaines ou même milliers de couches seront nécessaires pour absorber la plus grande partie des rayons X.

## Source
- (en) Cet article est partiellement ou en totalité issu de l’article de Wikipédia en anglais intitulé « Aneutronic fusion » (voir la liste des auteurs).